# Alfaião
Alfaião est une freguesia portugaise du concelho de Bragance de 17,58 km2 rassemblant 173 habitants (2011), soit environ 9,8 hab./km2.